# Фальчи
Фальчи (рум. Fălciu, согласно румынско-русской практической транскрипции — Фэлчу) — коммуна в Румынии в жудеце Васлуй на границе с Молдавией. На территории коммуны расположены 6 деревень — одноимённый центр коммуны (Фэлчу), а также Богданешть (Богданешти), Бозя, Копэчана, Одая Богдана и Рынзешть (Рынзешти). В коммуне расположен контрольно-пропускной пункт и железнодорожный мост в Молдову (см. Молдавско-румынская граница).

## Фальчи в истории
В городе Фальчи на реке Пруте в 1711 году Пётр I был окружён турецкими войсками под предводительством великого визиря и был вынужден заключить с турками мир, по которому потерял Азов.
Во время русско-турецкой войны 1768—1774 годов здесь размещалась тыловая база первой русской армии (Румянцева).